# Polyxenus chilensis
Polyxenus chilensis är en mångfotingart som beskrevs av Filippo Silvestri 1903. Polyxenus chilensis ingår i släktet Polyxenus och familjen penseldubbelfotingar. Inga underarter finns listade i Catalogue of Life.